# Луговая тиркушка
Луговая тиркушка (лат. Glareola pratincola) — вид птиц семейства тиркушковых (Glareolidae). Выделяют два подвида.

## Описание
Луговая тиркушка достигает длины 22—25 см и массы от 60 до 98 г; размах крыльев 60—70 см. Полёт похож на полёт ласточек. Хвост слегка вильчатый, крылья заострённые, частично коричневатые.
Луговая тиркушка быстро передвигается, делая резкие движения шеей и головой. Характерно качание задней части тела.

## Распространение
Она распространена от Африки до Азии. Обитает на высохших болотах вблизи водоёмов, а также в степях с редкой наземной растительностью.

## Размножение
Луговая тиркушка гнездится в колониях, меняя каждый год место гнездования. В кладке 3, иногда только 2 яйца, расположенных в лунке на земле. Выводок становится самостоятельным в июле. 

## Питание
В более прохладные вечерние и утренние часы птицы охотятся на насекомых вблизи стад домашнего скота. В сумерки их добычей становятся преимущественно моли.